# Charles de Gaulle-Étoile
Charles de Gaulle-Étoile è una stazione delle linee 1, 2 e 6 della metropolitana di Parigi.

## Storia
In origine chiamata semplicemente Étoile, la stazione fu in seguito intitolata anche a Charles de Gaulle a causa della ridenominazione dell'omonima piazza sovrastante.
Le banchine sono costruite al di sotto della piazza, situata alla fine dell'avenue des Champs-Élysées, in prossimità dell'Arco di Trionfo. Le linee 1 e 2 hanno ognuna due banchine, mentre il capolinea della linea 6 è a binario singolo con due banchine situate ad anello: i passeggeri scendono a sinistra e salgono a destra. I treni partono immediatamente da questa stazione ed effettuano una fermata più lunga a Kléber.
La stazione fu aperta nel 1900, mentre quella del RER, più profonda di 30 metri, nel 1970.

## Interscambi
La stazione è collegata alla stazione Charles de Gaulle - Étoile della linea A del RER tramite corridoio.
- Bus RATP: 22, 30, 31, 52, 73, 92, Bb OpenTour.
- Cars Air France 2 (verso Roissy CDG)
- Noctilien: N11, N24, N53, N151, N153.

## Galleria d'immagini

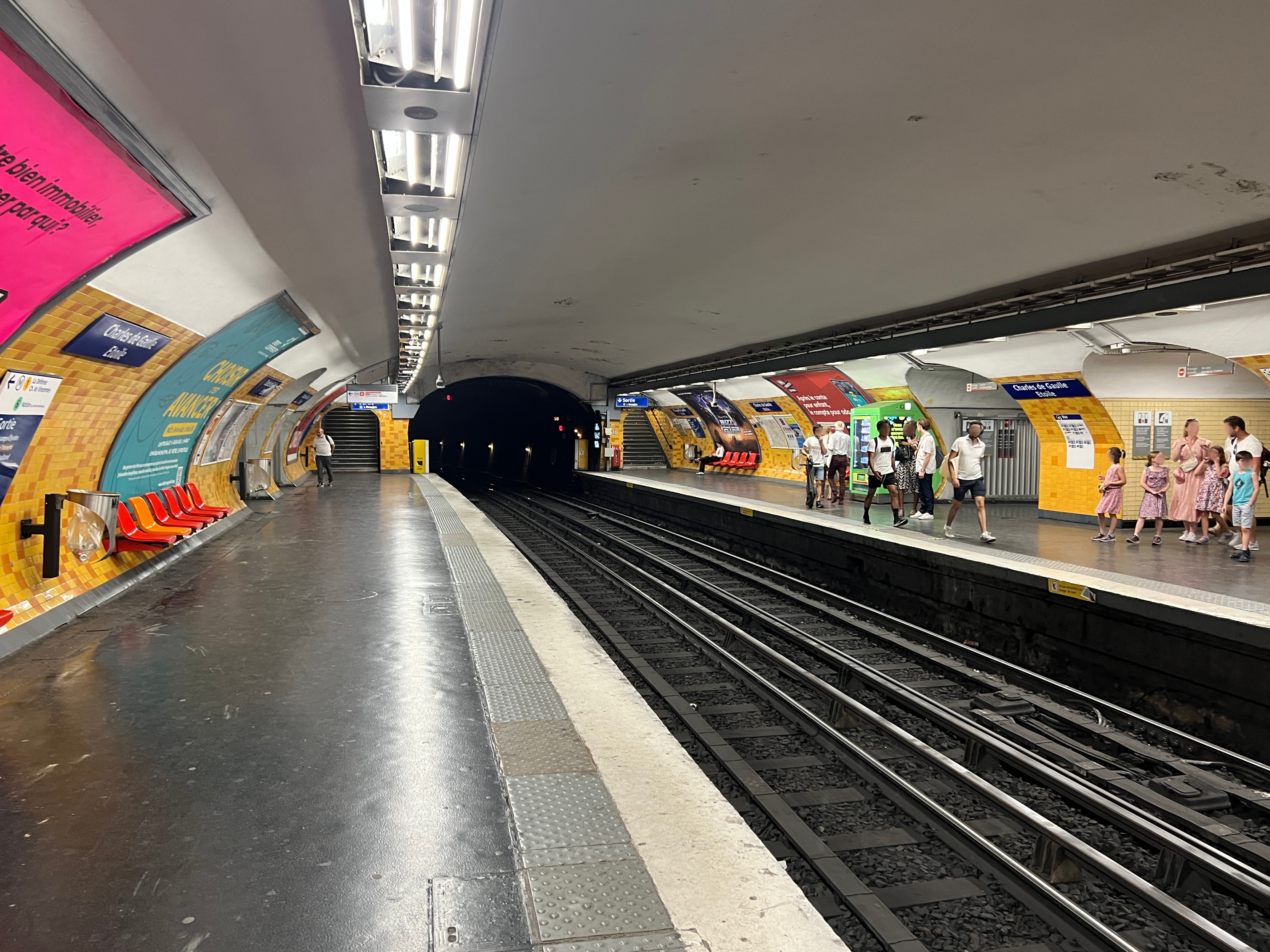
Il piano banchine della linea 2
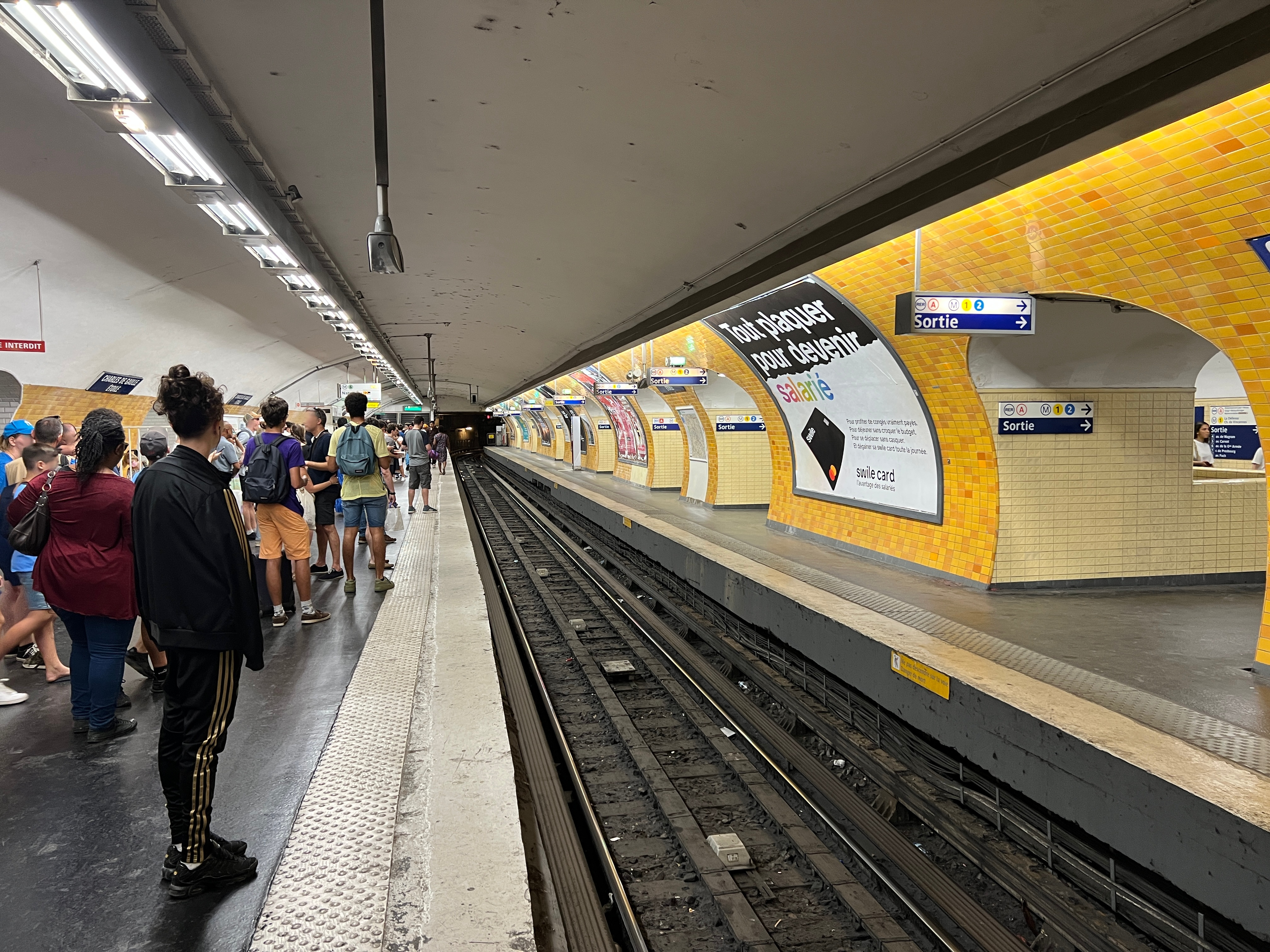
Il piano banchina della linea 6